# نيك جوستين
نيك جوستين (بالإنجليزية: Nick Heath)‏ (2 يناير 1985 في المملكة المتحدة - ) هو لاعب كرة قدم بريطاني في مركز الدفاع. لعب مع برمنغهام سيتي وRomulus F.C. ‏ ونادي كيدرمينستر هاريرز لكرة القدم وBolehall Swifts F.C. ‏ ورجبي تاون وستوربورت سويفتس ‏ وستراتفورد تاون ‏.

## وصلات خارجية
- نيك جوستين على موقع Soccerbase.com (لاعب) (الإنجليزية)